# Matondang
Matondang is een bestuurslaag in het regentschap Padang Lawas van de provincie Noord-Sumatra, Indonesië. Matondang telt 992 inwoners (volkstelling 2010).